# 蜀汉
蜀漢（221年5月15日－263年12月23日），國號為漢，後世通稱蜀漢、蜀國、蜀、西蜀或季漢，共歷二世二帝，享國祚約43年，在三國演義中被描寫為繼承東漢的正統王朝，是中国历史上三國時期西南方其中一個國家。220年，魏王曹丕迫使漢獻帝「禪讓」而稱帝，改國號為「魏」，東漢正式滅亡。221年，漢中王劉備於成都以漢朝宗室身份稱帝，宣布承繼漢室，國號仍為「漢」，企圖與北方的曹魏分庭抗禮。222年，劉備傾國之力進攻由孫權領導的東吳政權，報復呂蒙白衣渡江，偷襲荊州，史稱「夷陵之戰」。吳軍主帥見劉備將部隊駐紥在山林中，又正值盛夏，於是採用火攻，蜀漢軍隊大敗。223年，刘备去世，谥号「昭烈皇帝」；太子刘禅继位，由丞相諸葛亮实际主政。诸葛亮主政期間，繼承劉備遺志發動五次北伐，期望攻佔隴西、克復中原；诸葛亮于234年去世后，姜维又发动了十一次北伐，均遭到魏軍阻擋而未能有進一步的進展。263年，曹魏攻入蜀地，劉禪投降，蜀漢滅亡。

## 國號
刘备以延续漢朝的正朔尊称国号为“漢”，有時自稱「季漢」。魏晉政權皆不承認蜀漢政權承繼漢室、國號為「漢」，以其主要領土古稱蜀地而稱之為「蜀」，使「蜀」成為其俗稱，通称“蜀国”。蜀漢為曹魏所滅亡，晉又取代魏國，陳壽著《三國志》（蜀漢出身，蜀漢滅亡後仕西晉）為保持政治正確，承認魏、晉為東漢獻帝以後之正統皇朝，正文敘述上亦不稱「漢」，续以“蜀国”“蜀”称之；同為曾出仕蜀漢的李密在《陳情表》中稱呼蜀漢為「偽朝」；《資治通鑑》稱之為「漢」。後來歷史為将其區別于西漢和東漢，稱之為「蜀漢」、「季漢」。

## 歷史

### 劉備統治时期
東漢末年，群雄割據，漢景帝後裔劉備經過幾十年的征戰終於取得半個荊州，后发动益州之战攻取劉璋治下的益州，又在汉中之战成功从曹操手中奪取漢中，於219年自封漢中王。建安二十四年（219年）劉備巩固后方后，荆州守将关羽认为时机成熟，出兵北伐曹操，于樊城之戰前期大败曹军，并围困樊城。但在220年，孫權背盟偷襲荊州，关羽被迫撤军，后在麥城之戰兵败被杀，关羽兵败荊州失守使刘备元气大伤。同年曹丕逼漢獻帝禪讓，當時流傳獻帝遇害的消息，劉備遂於221年在成都稱帝，封軍師諸葛亮為丞相，並設立漢高祖太廟，合祭漢朝皇帝，以汉室宗亲的身份承继漢祚，國號仍为「漢」，稱「東漢」為「中漢」，而刘备称帝后这段时期稱為「季漢」。而曹魏则一直称之为蜀国
同年，劉備以為關羽報仇的名义，親自發兵討伐孫權，意图夺回荆州，然大將张飞在戰爭前不幸被部下張達、范彊刺殺，後來更于222年夏季被陸遜在夷陵之戰中打敗，最終只得退守白帝城。劉備於223年四月駕崩，諡號為昭烈帝。皇太子劉禪繼位，由託孤大臣諸葛亮、李严扶助朝政。诸葛亮立即与东吴修好，恢复聯吳抗曹的政策，自蜀滅前，双方从此再无争战。

### 諸葛亮主政时期
刘备死后，刘禅年幼，诸葛亮实际掌控蜀漢实权，开府治事，休息养民，完善制度和法律，蜀汉的国力得以从夷陵之战的大败中恢复过来。
225年，諸葛亮平定南中多郡的叛乱，并利用降服南中少数民族部落，削弱李严的势力，解決蜀漢的後方問題。蜀汉此后的三十多年历史中，内外几乎只有对曹魏作战一个焦点，少有出现魏吴两国政变、叛乱等情况。
228年，諸葛亮率領大軍出漢中，開始第一次北伐曹魏，却在街亭战役中失败，并不得不依法处斩对此负有重大责任的參軍馬謖。
229年，吴王孙权称帝，并派使者入蜀。蜀汉众臣多认为孙权僭号，应该讨伐，但诸葛亮认为一旦与东吴交兵，就难以分出胜负，只会让曹魏得利，眼下应该与孙吴结盟抗魏，并非问责孙权僭号之罪的时候，于是派使者庆贺孙权登基，并接受孙权待灭魏之后平分天下的约定，但蜀汉使者邓芝也对孙权指出灭魏以后两国仍将一战。
之后诸葛亮继续北伐，但多次因补给线太长、粮草不济被迫撤军，北伐始终无法获得重大成效，其中在建威之戰後進佔原屬曹魏的武都、阴平两个郡。234年，諸葛亮於第五次北伐中病故於五丈原。

### 刘禅統治时期
諸葛亮死后劉禪开始收回軍政大權為己用，另交由蔣琬、費禕、董允等重臣接手执掌朝政。大将军蔣琬数次派出姜維等率军对曹魏进攻。246年蔣琬死后費禕掌权，不主张过多军事进攻。同年董允去世，刘禅开始寵信宦官黃皓和寵臣陳祗，令朝政開始變壞。費禕253年遇刺身亡。
大将姜維在247年開始北伐，一開始用兵規模皆不大，而費禕死後253年姜維取得蜀漢軍事大權開始對曹魏大規模用兵至262年最後一次北伐，甚至一度年年大規模征戰，严重消耗蜀汉国力，人民也困苦不堪。
姜維讨厌宦官黄皓擅权，曾上书刘禅要求处死黃皓，黄皓得知后也预谋废姜维立阎宇，朝中大臣诸葛瞻、董厥等也對姜維多次伐魏收效甚微感到反感，上书刘禅要求召还姜维为益州刺史，夺其兵权。姜維惟有避居陇西沓中屯田，內外產生嚴重分歧，汉中门户大开。而當時曹魏實質掌權者司馬昭得知蜀漢朝中狀況後決定伐蜀。
263年八月司馬昭派征西將軍鄧艾、中護軍諸葛緒和鎮西將軍鍾會率三路南下，開始魏滅蜀之戰。漢中被破，鍾會軍雖被从沓中赶回来的姜維擋於劍閣，但鄧艾率軍偷襲涪城（今绵阳市），蜀漢江油守將馬邈見魏軍突然出現，慌亂中只好投降魏軍。鄧艾繼續往成都進攻，擊敗斬殺防守的衛將軍諸葛瞻。十一月，劉禪接受大臣譙周意見，帶領成都中的文武百官出降，蜀漢正式滅亡，另一方面姜維則詐降鍾會，打算利用鍾會野心搧動他謀反造成魏军内亂再稱機杀死钟会夺取军权复国，但因事敗，與鍾會一同死於魏軍之中。

## 疆域

三国时期行政区划图，蜀汉疆域为已经夺取武都、阴平后的疆域

蜀漢主要佔領益州，共分為二十二郡，擁有一百三十一個縣國，劉備於建安十三年（208年）赤壁之戰後始得荊州的南郡部分及长沙、武陵等荊南4郡。建安十九年（214年）入蜀取得益州，明年與孫權議定平分荊州，219年劉備於漢中之戰打敗曹操得汉中郡。至建安二十四年（219年）時，共轄有2州21郡1屬國。同年孫吳擊取荊州而喪失南郡、武陵郡、零陵郡3郡，诸葛亮北伐曹魏取得武都郡、陰平郡2郡，分割設置數郡。蜀漢滅亡以前，計轄有1州22郡，以下為約262年蜀漢所設置的郡縣，一般會將它分為三個區域：

### 劉璋故地
由劉備在214年打敗劉璋得來，為蜀漢主要郡地，包括：
- 蜀郡，秦已設置，領有五縣
成都縣（蜀漢首都）、繁縣、江原縣、臨邛縣、郫縣
- 梓潼郡，刘备分廣漢郡設置，領有五縣
梓潼縣、涪縣、漢德縣、漢壽縣、白水縣
- 廣漢郡，西漢設置，領有五縣
雒縣、什邡縣、綿竹縣、新都縣、陽泉縣（蜀分綿竹縣置）
- 東廣漢郡，蜀漢時分廣漢郡設置，領有四縣
郪縣、德陽縣、五城縣、廣漢縣
- 汶山郡，東漢時設置，領有八縣
汶山縣、湔氐縣、都安縣、綿虒縣、平康縣、蠶陵縣、廣柔縣、白馬縣（蜀置）
- 巴郡，秦已設置，刘璋于201年分巴郡設置永寧郡，蜀漢保留，領有四縣
江州縣、墊江縣、臨江縣、枳縣
- 巴西郡，最初由刘璋于201年从巴郡中分设，領有七縣
閬中縣、西充國、南充國、漢昌縣、宣漢縣、安漢縣、宕渠縣
- 巴東郡，於216年，東漢分巴郡設置固陵郡，蜀漢時改為巴東郡，領有六縣
永安縣（原魚復縣）、朐忍縣、羊渠縣、北井縣、漢單縣、巫縣
- 涪陵郡，於201年，東漢分巴郡設置，領有五縣
漢復縣、涪陵縣、漢平縣、漢葭縣、萬寧縣
- 犍為郡，西漢設置，領有五縣
武陽縣、南安縣、僰道縣、資中縣、牛鞞縣
- 江陽郡，於221年，蜀漢分犍為郡設置，領有三縣
江陽縣、符縣、漢安縣
- 漢嘉郡，東漢設置，原為蜀郡屬國，於221年，蜀漢改為漢嘉郡，領有四縣
漢嘉縣、徙縣、嚴道縣、旄牛縣

### 北方守地
進攻曹魏而得來，包括：
- 漢中郡，秦已設置，219年劉備於漢中之戰打敗曹操得來，領有五縣
南鄭縣、褒中縣、沔陽縣、成固縣、南鄉縣
- 武都郡，西漢設置，諸葛亮第三次北伐從曹魏處奪取，領有六縣
下辯縣、河池縣、沮縣、武都縣、故道縣、羌道縣
- 陰平郡，東漢設置，原名廣漢屬國，曹魏時改為陰平郡，諸葛亮第三次北伐從曹魏處奪取，領有二縣
陰平縣、平廣縣

### 南中之地
南中之地，設庲降都督，包括：
- 朱提郡，東漢設置，原名犍為屬國，於221年，蜀漢改為朱提郡，領有五縣
朱提縣、南廣縣、漢陽縣、南昌縣、堂狼縣
- 越巂郡，西漢設置，領有十一縣
會無縣、邛都縣、卑水縣、定苲縣、臺登縣、安上縣、新道縣、潛街縣、三縫縣、蘇祁縣、闡縣
- 牂柯郡，西漢設置，領有七縣
且蘭縣、談指縣、夜郎縣、毋斂縣、鄨縣、平夷縣、廣談縣
- 雲南郡，於諸葛亮南征後，分建寧郡、永昌郡設置，領有七縣
雲南縣、梇棟縣、青蛉縣、姑復縣、邪龍縣、楪榆縣、遂久縣
- 興古郡，於諸葛亮南征後，分建寧郡、牂柯郡設置，領有九縣
句町縣、宛溫縣、漏臥縣、賁古縣、漢興縣、進乘縣、西豐縣、西隨縣、鐸封縣
- 建寧郡，西漢設置，原名益州郡，於諸葛亮南征後改為建寧郡，領有十六縣
味縣、存馬邑縣、母單縣、同瀨縣、牧麻縣、穀昌縣、連然縣、秦臧縣、雙柏縣、俞元縣、修雲縣、滇池縣、同勞縣、同井縣、勝休縣、建伶縣
- 永昌郡，東漢設置，領有七縣
不韋縣、永壽縣、比蘇縣、南涪縣、巂唐縣、哀牢縣、博南縣

## 政治
蜀漢政律《蜀科》由諸葛亮、法正、劉巴、李嚴、伊籍所編列。後來，劉備逝世，繼位的劉禪幼小，政策多由諸葛亮所主持。以法家思想为主导，在朝內制定八務、七戒、六恐、五懼，訓誡大臣；
當時實行安撫百姓，展示法度規範，約制官職，嚴格遵從權制，廣開誠心，公平行事。做到盡忠益的人雖有錯，必定賞賜；犯法怠慢的人雖是親屬之人，但都懲罰。如能順從懲罰，雖重罪仍會得釋；巧言令色的人，雖輕罪仍會受重罰。而且刑政雖嚴峻，但都無人怨恨。
诸葛亮的治国取得了很大的成果，即使是连年对曹魏作战，在诸葛亮在世时，蜀汉的经济仍然得到了较大的发展。袁準评价为“亮之治蜀，田畴辟，仓廪实，器械利，蓄积饶，朝会不华，路无醉人。”正因为诸葛亮清廉而公正，并能使得百姓安居乐业，生活富足稳定，百姓对诸葛亮极为爱戴，陈寿称之为“至今梁、益之民，咨述亮者，言犹在耳，虽甘棠之咏召公，郑人之歌子产，无以远譬也。”
諸葛亮死後，蔣琬、費禕、董允等都繼續諸葛亮的政策；後來劉禪寵信寵臣陳祗、宦官黃皓，開始相信鬼神之說，朝政漸下；儘管如此，至蜀漢滅亡為止，國家政風仍算清廉，官吏約四萬人。有学者认为蜀汉灭亡与官吏数目太多有关。
蜀漢政治中，在劉備、諸葛亮的經營下，人才多能發揮己用，最初起兵的麾下、荊襄舊部、蜀中降將，在劉備、諸葛亮等人的協調下得以事才任用，荊州舊部與劉璋下屬降將；有能者多能位居要職。
如法正成為僅次於諸葛亮的謀士，蜀中舊將的李嚴；劉備稱帝後任尚書令；在劉備逝世後出鎮江州，後更遷為驃騎將軍，其後由於延誤軍機而招致流放，然其子李豐仍受諸葛亮任用，並未因此有所偏廢。又如吳懿，劉備定蜀後任討逆將軍；稱帝後遷為關中都督；建興八年任左將軍，諸葛亮過世後，陞至車騎將軍，並擔任漢中的防務總指揮，其族弟吳班，官位常僅次於吳懿，後主世，任驃騎將軍。黃權於劉備領益州牧時任治中從事。又如董和、李恢等亦受劉備、諸葛亮重用。諸葛亮治事期間，不僅提拔荊州舊部的蒋琬、魏延、费祎、楊儀等，亦大加重用蜀中人才；文如董和、董允父子，武如王平、張嶷、張翼、馬忠等如是，縱如降將的姜维，亦受到諸葛亮的重用，其後更成為蜀漢後期北伐的重要將領。
其人才可謂兼容並蓄，不論荊襄舊部、起兵之初的麾下、蜀中舊將、魏國降將等，皆能依照其能力擔任相應的職務。蜀漢後期亦有不少人才，武將如霍峻之子霍弋、句扶、柳隱及羅憲等，皆為一時之選。

## 軍事
蜀漢將士，在劉備在位最盛時期（未失荊州時）約有十六萬至二十萬之間。至蜀漢滅亡，仍有在籍將士十萬二千人。
蜀漢的對外戰爭多向曹魏發動，前期最著名是諸葛亮北伐與後期最著名姜維北伐。
然而姜維的北伐卻間接導致蜀漢壓力加劇，國力日漸下滑，人心厭戰，以致蜀漢重要據點缺乏士兵固守。
蜀漢內部政局較東吳及曹魏平和，除夷陵之戰及諸葛亮南征之外，鮮有內亂或向東吳方面發起攻擊。
蜀漢精銳部隊
- 白耳兵
- 西涼鐵騎
- 無當飛軍

## 經濟
214年，劉備入蜀後，巴蜀地區財政混亂，劉巴提出鑄直百錢（直百五銖），平衡物價，解決問題。當中五銖錢與直百錢並用，錢面有鑄字「直百五銖」、背有「好右有為」，為犍為郡所鑄，從中知道蜀鑄錢不只在一地。
而蜀漢的收入有田租，但暫未有實例；鹽鐵對蜀漢有不錯的利潤；，而南中金、銀、丹、漆、耕牛、戰馬、蜀錦等貢品，令蜀漢軍費有所供給，國家富裕，為諸葛亮北伐提供物資；另有其他收入沒有記錄。另一方面，支出包官俸、軍糧、賞賜等，至蜀漢亡時，官府仍有金、銀各二千斤。
劉備入蜀後，藉著戰國時代李冰所開的都江堰所提供的充足水利，不斷增加耕地的灌溉面積；後至諸葛亮北伐時，為了防護都江堰而任命的督堰官人數已有一千二百人之多，足見其灌溉農業規模之大。諸葛亮在保山市法寶山下設有諸葛堰。在漢中增築山河堰，成都重築九里堤。蜀漢由於地形上山地較多，除了較主要的灌溉農地以外，幾乎沒有興修水利、屯田的必要，遠不及魏、吳，雖然有督農的官職，但只設在與魏國接壤的前線漢中郡。蜀中雖不缺糧，但受限於地理限制，在與魏國作戰時補給線往往較魏國長；諸葛亮第五次北伐時，曾在魏地屯田，只為解決運糧問題。而至姜維時，他亦在沓中種麥，但主要作用是避開黃皓。至蜀漢亡時，官府仍有四十多萬斛米糧。
三國中，蜀漢在絲織業最為興盛，以蜀郡為盛產地，稱為「蜀錦」。蜀漢設立專門的錦官製造蜀錦，甚至諸葛亮北伐的經濟來源都嚴重依賴蜀錦，此外蜀錦亦多用以外交禮物及賞賜。漢亡之時，官府藏有錦、綺、彩、絹，各二十萬匹，在當時是十分驚人的數目。井鹽也是蜀地特產，為蜀漢其中一項重要工業。另有開發天然氣。三國時期的商業不太發達，一是由於生產量減少，人民多以物易物；二是由於金屬貨幣不流通；三則是由於割據的局面，商人不能遠行。當中，魏、漢因對立而沒有發生貿易；與東吳則貿易頗多；蜀漢因地處西南，所以鮮有對外域進行貿易。

## 人口
蜀漢全盛時期擁有三十多萬戶（未失荊州時），人口約一百萬，為三國中最少。 汉昭烈帝章武元年（221年），在籍户口分别为二十万户与九十万人，经诸葛亮治蜀，至蜀漢亡时（263年）共有1082000人 ，其中户数二十八万, 民数九十四万, 带甲将士十万二千, 官吏四万, 當中蜀郡擁有戶口最多。

## 社会
因地處著名產茶的西南地區，所以飲茶的風氣甚盛，足以代酒，因此飲酒之風不及魏、吳。民間亦有拜祭鬼神，諸葛亮死後，劉禪初期不與立廟，百姓仍在路上祭祀。朝廷中，蜀漢後期，劉禪聽信黃皓巫鬼之說，最後間接令蜀漢被曹魏入侵。

## 重要人物
| 前期 （赤壁之战前） - 劉備 - 關羽 - 張飛 - 趙雲 - 诸葛亮 - 陳到 - 糜竺 - 孫乾 - 簡雍 - 徐庶 - 伊籍 - 陳震 | 中期 （赤壁之战至诸葛亮死前） - 劉備 - 諸葛亮 - 關羽 - 張飛 - 趙雲 - 黃忠 - 魏延 - 龐統 - 法正 - 馬超 - 蔣琬 - 費禕 - 董允 - 王平 - 姜維 - 沙摩柯 - 吳懿 - 射援 - 劉禪 - 吳班 - 龐羲 - 楊儀 - 劉邕 - 關平 - 關興 - 馬良 - 馬謖 - 李嚴 - 馬岱 - 殷觀 - 馬忠 - 張翼 - 廖化 - 霍峻 - 孟達 - 劉巴 - 鄧芝 - 來敏 - 杜瓊 - 張嶷 - 楊洪 - 李恢 - 黃權 - 賴恭 - 賴雄 - 尹默 - 雷銅 - 吳蘭 - 許靖 - 射堅 - 習珍 - 習禎 - 張存 - 何宗 - 向舉 - 程畿 - 姚伷 - 李邵 - 李朝 - 杜祺 - 陰化 - 呂乂 - 楊顒 - 龔祿 - 孟琰 - 龐林 - 文恭 - 張裔 - 孟光 - 呂凱 | 後期 （诸葛亮死後至蜀汉滅亡） - 劉禪 - 蔣琬 - 費禕 - 董允 - 王平 - 姜維 - 夏侯霸 - 廖化 - 張翼 - 陳祗 - 黃皓 - 諸葛瞻 - 董和 - 上官雝 - 諸葛尚 - 趙統 - 趙廣 - 呂義 - 何祗 - 張紹 - 鄧良 - 陳壽 - 譙周 - 閻宇 - 羅憲 - 宗預 - 霍弋 - 董厥 - 樊建 - 關彝 - 關統 - 張遵 - 李密 - 李球 - 李歆 - 李虔 - 楊宗 - 柳隱 - 劉衡 - 劉諶 - 劉敏 - 文立 - 句安 - 句扶 - 薛齊 - 常勗 - 蔣斌 - 胡濟 - 爨谷 - 董元 - 楊稷 - 馬融 - 毛炅 - 孟幹 - 王嗣 - 壽良 - 衛繼 - 何雙 - 李譔 - 蒲元 - 何攀 - 李毅 - 王含 - 上官勝 - 范長生 - 李高 - 常播 - 王化 - 王崇 - 杜軫 - 高玩 - 裴儁 |

### 封爵的大臣
王：10位
侯：68位
| - 劉備子（2） - 刘永（劉禪之庶弟）： 魯王-221年 甘陵王-230年改 - 刘理（劉禪之庶弟）： 梁王-221年 安平王-230年改 - 劉禪子（7） - 劉璿：太子-238年 - 劉瑤：安定王-238年 - 劉琮：西河王-252年 - 劉瓚：新平王-256年 - 刘谌：北地王-259年 - 劉恂：新興王-259年 - 劉虔：上党王-259年 - 劉理子（1） - 劉輯：安平王-261年 | - 縣侯（13） - 劉豹：陽泉侯-220年之前 - 向舉：青衣侯-220年之前 - 張飛：西鄉侯-221年 - 張紹：西鄉侯-221年 - 馬超：斄鄉侯-221年 - 马承：斄鄉侯-222年 - 諸葛亮：武鄉侯-223年 - 諸葛瞻：武鄉侯-234年 - 魏延：南郑侯-230年 - 吳班：綿竹侯-231年之后 - 姜维：平襄侯-234年 - 吳懿：濟陽侯-234年 - 王平：安汉侯-237年 - 王训：安汉侯-248年 - 马岱：陈仓侯 - 句扶：宕渠侯 - 閻竺：西城侯 | - 鄉侯（13） - 申耽：員鄉侯-219年(降將,續封) - 李嚴：都鄉侯-223年 - 刘琰：都鄉侯-223年 - 輔匡：中鄉侯-建興(223-237)中 - 高翔：玄鄉侯-231年之前 - 費禕：成鄉侯-244年 - 費承：成鄉侯-253年 - 張嶷：西鄉侯-254年之前 - 張瑛：西鄉侯-254年 - 廖化：中鄉侯-259年 - 董厥：南鄉侯-261年 | - 亭侯（31） - 關羽：漢壽亭侯-200年 - 關兴：漢壽亭侯-220年 - 關统：漢壽亭侯-220年之后 - 關彝：漢壽亭侯-220年之后 - 赵云：永昌亭侯-223年 - 赵統：永昌亭侯-229年 - 王連：平阳亭侯-223年 - 王山：平阳亭侯-223年 - 費觀：都亭侯-223年 - 向寵：都亭侯-223年 - 李恢：漢興亭侯-225年 - 李遺：漢興亭侯-231年 - 呂凱：陽遷亭侯-225年 - 吕祥：陽遷亭侯-225年之后 - 王伉：亭侯-225年 - 陈到：亭侯-226年 - 陈震：城阳亭侯-229年 - 陈濟：城阳亭侯-235年 - 袁綝：都亭侯-231年之前 - 許允：漢城亭侯-231年之前 - 李福：平阳亭侯-建興(223-237)中 - 邓芝：阳武亭侯-234年 - 邓良：阳武亭侯-251年 - 向朗：显明亭侯-234年 - 向條：显明亭侯-247年 - 胡濟：成陽亭侯-234年 - 蒋琬：安阳亭侯-235年 - 蒋斌：安阳亭侯-246年 - 劉敏：雲亭侯-244年 - 马忠：彭乡亭侯-249年之前 - 马修：彭乡亭侯-249年 - 張翼：都亭侯-延熙(238-257)中 | - 关内侯❲無封地的侯爵❳（10） - 庞统：关内侯(死後追贈)-214年 - 黃忠：关内侯-219年 - 法邈：关内侯-222年 - 楊洪：关内侯-223年 - 王謀：关内侯-建興(223-237)初 - 劉邕：关内侯-建興(223-237)中 - 劉式：关内侯 - 張護雄：关内侯-254年 - 宗預：关内侯-約255年 - 陳粲：关内侯-258年 |

## 君主列表及年號一覽
| 肖像                                 | 庙号                                 | 谥号                                 | 名讳                                 | 在世时间                             | 在位时间                             | 年号                                 | 年号使用时间                         | 陵寝                                 |
| 曹丕代汉称帝，刘备以汉室宗亲承继汉祚 | 曹丕代汉称帝，刘备以汉室宗亲承继汉祚 | 曹丕代汉称帝，刘备以汉室宗亲承继汉祚 | 曹丕代汉称帝，刘备以汉室宗亲承继汉祚 | 曹丕代汉称帝，刘备以汉室宗亲承继汉祚 | 曹丕代汉称帝，刘备以汉室宗亲承继汉祚 | 曹丕代汉称帝，刘备以汉室宗亲承继汉祚 | 曹丕代汉称帝，刘备以汉室宗亲承继汉祚 | 曹丕代汉称帝，刘备以汉室宗亲承继汉祚 |
| ------------------------------------ | ------------------------------------ | ------------------------------------ | ------------------------------------ | ------------------------------------ | ------------------------------------ | ------------------------------------ | ------------------------------------ | ------------------------------------ |
|                                      | 烈祖 （汉赵光文帝刘渊追尊）          | 昭烈皇帝                             | 刘备                                 | 161年 －223年6月10日                 | 221年5月15日 －223年6月10日          | 章武                                 | 221年－223年                         | 惠陵                                 |
|                                      | －                                   | 安樂縣思公 （晋武帝司马炎谥）        | 刘禅 （曹魏降封安樂縣公）            | 207年－271年                         | 223年6月10日－263年12月23日          | 建興                                 | 223年－237年                         | 安乐思公墓                           |
| 延熙                                 | －                                   | 安樂縣思公 （晋武帝司马炎谥）        | 刘禅 （曹魏降封安樂縣公）            | 207年－271年                         | 223年6月10日－263年12月23日          | 238年－257年                         |                                      | 安乐思公墓                           |
| －                                   | 孝怀皇帝 （汉赵光文帝刘渊追谥）      | 景耀                                 | 刘禅 （曹魏降封安樂縣公）            | 207年－271年                         | 223年6月10日－263年12月23日          | 258年－263年                         |                                      | 安乐思公墓                           |
| －                                   | 孝怀皇帝 （汉赵光文帝刘渊追谥）      | 炎兴                                 | 刘禅 （曹魏降封安樂縣公）            | 207年－271年                         | 223年6月10日－263年12月23日          | 263年                                |                                      | 安乐思公墓                           |
| 刘禅降曹魏，蜀亡                     |                                      |                                      |                                      |                                      |                                      |                                      |                                      |                                      |

## 藝術作品常見之錯誤
因為劉備立國，乃是以延續「漢」室的正統為政治號召，正式的國號為漢，而曹魏政權為了否定其延續漢祚的國號，故而貶稱其為「蜀」、「西蜀」、「蜀賊」、「蜀寇」或「賊寇」。至於「蜀漢」一詞，則是後世為了與西漢以及東漢區分而稱，劉備政權自己是不會自貶正統地位，而稱自己「蜀國」或「蜀漢」；他們對內、對外一律會自稱「漢」或「大漢」，而稱呼曹魏一方為「賊」或「曹賊」。正因如此，在諸葛亮《出師表》才會有「漢、賊不兩立」之句，而以匡復漢室自許。當今一些文學、影視、遊戲、動漫裡，常見蜀漢軍隊的旗幟上繡著「蜀」字，並自稱「蜀國」「蜀軍」「大蜀」，這在講究正朔、正統的古代，均是大逆不道叛國大罪，是絕對不可能會出現的。。

## 外部連結
- 柿沼阳平：〈蜀汉的军事最优先型经济体系 （页面存档备份，存于）〉。